# بخش لالیت پور هند
بخش لالیت پور هند (به انگلیسی: Lalitpur district) یک منطقهٔ مسکونی در هند است که در Jhansi division واقع شده‌است. بخش لالیت پور هند ۵٬۰۳۹ کیلومتر مربع مساحت و ۱٬۲۲۱٬۵۹۲ نفر جمعیت دارد.